# Karl-Anthony Towns
Karl-Anthony Towns Jr. (født 15. november 1995) er en dominikansk-amerikansk professionel basketballspiller for Minnesota Timberwolves i National Basketball Association (NBA). 
Han spillede collegebasketball for University of Kentucky. Towns blev udtaget til den Dominikanske Republiks basketballlandsholds olympiske trup som 16-årig, selv om den Dominikanske Republik i sidste ende ikke kvalificerede sig til Sommer-OL 2012. Han blev valgt med det første pick i 2015 NBA draft af Minnesota Timberwolves, og endte sin første sæson med enstemmigt at blive valgt til NBA Rookie of the Year. 

## Tidlige liv
Towns blev født i Piscataway, New Jersey med en Afrikansk-Amerikansk far, Karl Towns, Sr. og en Dominikansk mor, Jacqueline Cruz. Han gik på Lake Nelson Seventh-Day Adventist School, han fortsatte sin skolegang på Theodore Schor Middle School efter at være blevet overført fra Our Lady of Fatima School i 2009. På Theodore Schor gentog han syvende klasse for at få et ekstra års udvikling. Towns' far spillede basketball for Monmouth University og trænede basketball i Piscataway Technical High School, hvor den tidligt udviklede Towns trænede med junior varsity team allerede mens han gik i 5. klasse.

## High school karriere
Som freshman på St. Joseph High School førte Towns basketballholdet til et delstatsmesterskab i 2012, hvilket indbragte ham den øverste position i "ESPN 25", en national rangering af high school spillere. Towns førte også sit hold til delstatstitlen i 2013 og 2014. Towns blev som 16-årig udtaget til at spille på den Dominikanske Republiks basketballlandshold. Towns var berettiget til udtagelse baseret på det faktum, at hans mor er fra den Dominikanske Republik. John Calipari, head coach på University of Kentucky og tidligere head coach i NBA, trænede holdet, der sluttede på tredjepladsen i 2011 FIBA Americas Championship og en fjerdeplads i FIBAs kvalifikationsturnering til OL i 2012, blot en placering fra kvalifikationen til basketballturneringen ved 2012 Sommer-OL.

## College karriere
I hans første år brugte Kentucky brugt et unikt "delings-system" som begrænsede spilletiden for alle spillere. Towns leverede i gennemsnit 10,3 points og 6,7 rebounds i 21,1 minutter per kamp. Towns blev i vid udstrækning forventet at blive valgt som i toppen af 2015 NBA draft. I det ene år han læste på Kentucky studerede han kinesiologi, og han håber at blive læge efter hans basketballkarriere. Selvom han forlod Kentucky for NBA, lod han sig indskrive på online-kurser og håber på at opnå sin grad. Han blev udtaget til Second-Team All-American af Associated Press og National Association of Basketball Coaches (NABC) og til Third-Team All-American af Sporting News.
Den 9. april 2015 meldte Towns og hans Kentucky-holdkammerater Andrew Harrison, Aron Harrison, Dakari Johnson, Devin Booker, Trey Lyles og Willie Cauley-Stein alle til 2015 NBA draften.